# 上小国村
上小国村（かみおぐにむら）は、かつて新潟県刈羽郡にあった村。

## 沿革
- 1901年（明治34年）11月1日 - 刈羽郡森山村、増田村、結城野村、法末村が合併して、上小国村が発足。
- 1952年（昭和27年）7月1日 - 中魚沼郡仙田村の一部（通称大貝）を編入。
- 1956年（昭和31年）9月30日 - 刈羽郡小国村と合併して、町制施行し小国町となり消滅。